# Déjà Dead
Déjà Dead es la primera novela de Kathy Reichs protagonizada por la antropóloga forense Temperance Brennan.
Ganó el premio Arthur Ellis de 1998 a la mejor primera novela.

## Trama
Cuando se descubre el cuerpo meticulosamente desmembrado de una mujer en el suelo de un monasterio abandonado en Montreal, Canadá, que está demasiado "descompuesto para una autopsia estándar", se solicita un antropólogo.
Se le da el caso a la Dra. Temperance Brennan, Directora de Antropología Forense de la provincia de Quebec, quien ha estado investigando desapariciones recientes en la ciudad. A pesar del profundo cinismo del detective Claudel que dirige la investigación, Brennan está convencida de que un asesino en serie está en el trabajo. Su experiencia forense finalmente convence a Claudel, pero solo después de que aumenta el número de cadáveres. Brennan inicia una investigación, pero su determinación pone en peligro a las personas más cercanas a ella.

## Recepción de la crítica
El trabajo de Reichs fue comparado con las novelas de Kay Scarpetta de Patricia Cornwell.